# Vetenskapsåret 1800

## Händelser
- Alessandro Volta uppfinner den galvaniska cellen.
- Johann Bartholomäus Trommsdorff upptäcker grundämnet beryllium, och kallar den "Agusterde" (Agustjord).
- Antipodöarna upptäcks av besättningen ombord på brittiska HMS Reliance.
- Jäst upptäcks som ett nytt sätt att framställa öl. Före 1800 fanns bara spontanjäst öl (lambic).

### Allmänt
- Okänt datum - Xavier Bichat publicerar [Traité sur les membranes] och Recherches physiologiques sur la vie et la mort, med pionjärtexter inom histologi och patologi.[1]
- Okänt datum - Royal Institution of Great Britain tilldelas Royal Charter.[2]

### Astronomi
- Okänt datum -  Fredrich von Hahn upptäcker centralstjärnan i Ringnebulosan, en vit dvärg.

### Fysik
- Okänt datum - Engelske astronomen William Herschel upptäcker infraröd strålning. [2]

## Pristagare
- Copleymedaljen: Edward Charles Howard, brittisk kemist.
- Rumfordmedaljen - Benjamin Rumford (Benjamin Thompson), engelsk-amerikansk fysiker.

## Födda
- 2 februari - Melanie Hahnemann (död 1860), fransk homeopat.
- 11 februari - William Fox Talbot (död 1877), brittisk matematiker, fysiker och kemist, fotografipionjär.
- 31 juli - Friedrich Woehler (död 1882), tysk kemist.
- 29 december - Charles Goodyear (död 1860), amerikansk uppfinnare av vulkaniseringsprocessen.
- Anna Volkova (död 1876), rysk kemist.

## Avlidna
- 1 januari - Louis-Jean-Marie Daubenton (född 1716), fransk biolog.
- 14 mars - Daines Barrington (född 1727), engelsk jurist, antikvarie och biolog.

### Fotnoter
1. ↑  Elaut, L. (18 mars 1969). ”The theory of membranes of F. X. Bichat and his predecessors”. Sudhoffs Archiv (West Germany) "53" (1):  ss. 68–76. ISSN 0039-4564. PMID 4241888.
2. 1 2  ”1800”. The People's Chronology. Thomson Gale. 2006. Arkiverad från originalet den 22 augusti 2007. https://web.archive.org/web/20070822205439/http://www.enotes.com/peoples-chronology/. Läst 1 juni 2007 Arkiverad 22 augusti 2007 hämtat från the Wayback Machine.